# Alexander Lionarons
Kwamina es el pseudónimo de A. Lion Arons (probablemente Alexander Lion Arons (¿Paramaribo?, 3 de mayo de 1827 - ?, c. 1913) un escritor y maestro de Surinam. 
Lion Arons provenía de una familia de judíos sefaradíes quienes emigraron en 1654 desde Brasil a Surinam. Él trabajó como maestro en Paramaribo. Bajo el pseudónimo de Kwamina publicó las primeras dos novelas de Surinam, ambas utilizando material histórico proveniente del siglo XIX. Jetta: schetsen en beelden uit een vreemd land (1869) es una historia que transcurre contra un trasfondo actual: el declive de las plantaciones, la atención a un sistema económico diferente, la emergencia de un tipo de colono diferente que se encuentra menos adaptado y más propenso a la repatriación. Nanni of Vruchten van het Vooroordeel (1881) es una historia de amor llena de intriga alrededor de un mulato opulento en los escalones más altos de la sociedad colonial. Kwamina aparece bajo el nombre del grabado, "Paramaribo (Capital de la colonia de Surinam)" en la revista Eigen Haard de 1913. 